# Катрин Хайър
Катрин Патриша Хайър (на английски: Kathryn Patricia Hire) e американска астронавтка, участник в два космически полета.

## Образование
Катрин Хайър завършва колежа Murphy High School, Мобил, Алабама през 1977 г. През 1981 г. завършва Военноморската академия на САЩ, Анаполис, Мериленд с бакалавърска степен по инженерство. През 1991 г. придобива магистърска степен по същата специалност в Технологичния институт на Флорида.

## Военна кариера
К. П. Хайър постъпва на активна служба в USN през октомври 1982 г. Работи като специалист по океанография към школата за тест пилоти в Мериленд. През май 1993 г. започва летателна дейност на самолет за борба с подводни лодки P-3C Orion в състава на патрулираща ескадрила 62 (VP-62). От 2001 до 2003 г. служи на самолетоносача USS Kitty Hawk (CV-63). Взима участие в операция „Свобода за Ирак“. На 1 декември 2002 г. е произведена в чин капитан.

## Служба в НАСА
Катрин Хайър започва работа в Космическия център „Кенеди“ през май 1989 г. Избрана е за астронавт от НАСА на 12 декември 1994, Астронавтска група №15. След приключване на общия курс на обучение е включена в летателните графици на космическата програма Спейс шатъл. Участва в два космически полета и има 381 часа в космоса.

## Полети
Катрин Хайър лети в космоса като член на екипажа на две мисии:
| Космически полети на Катрин Патриша Хайър                        | Космически полети на Катрин Патриша Хайър | Космически полети на Катрин Патриша Хайър | Космически полети на Катрин Патриша Хайър | Космически полети на Катрин Патриша Хайър | Космически полети на Катрин Патриша Хайър | Космически полети на Катрин Патриша Хайър |
| №                                                                | Дата                                      | КК                                        | Емблема на мисията                        | Функции                                   | Продължителност                           |                                           |
| ---------------------------------------------------------------- | ----------------------------------------- | ----------------------------------------- | ----------------------------------------- | ----------------------------------------- | ----------------------------------------- | ----------------------------------------- |
| 1                                                                | 17 април 1998                             | „Колумбия“, мисия STS-90                  |                                           | Специалист на мисията                     | 15 денонощия 21 часа 50 мин. 58 сек.      |                                           |
| 2                                                                | 8 февруари 2010                           | „Индевър“, мисия STS-130                  |                                           | Специалист на мисията                     | 13 денонощия 18 часа 08 мин. 03 сек.      |                                           |
| Сумарно време в космоса – 29 денонощия 15 часа 59 минути 01 сек. |                                           |                                           |                                           |                                           |                                           |                                           |

## Награди
- Медал за отлична служба;
- Медал за похвална служба;
- Медал за похвала на USN;
- Медал за служба в националната отбрана (2);
- Медал на експедиционните сили;
- Медал за участие във войната с тероризма;
- Медал на резерва на USN;
- Медал на НАСА за участие в космически полет.